# Gymnastique artistique aux Jeux olympiques d'été de 2012 - concours général individuel femmes
Pour un article plus général, voir Gymnastique artistique aux Jeux olympiques d'été de 2012.
Navigation
Pékin 2008 Rio de Janeiro 2016
La finale du concours général individuel femmes de gymnastique artistique des Jeux olympiques d'été de 2012 organisés à  Londres (Royaume-Uni), se déroule à la North Greenwich Arena le 2 août 2012.

## Médaillées
| Or                | Argent          | Bronze          |
| Gabrielle Douglas | Viktoria Komova | Aliya Mustafina |

## Qualifications
À l’issue des qualifications, les vingt-quatre gymnastes ayant réussi le meilleur total aux quatre agrès sont qualifiées pour la finale, dans la limite de deux par pays.
La gymnaste ayant réussi le meilleur total est la Russe Viktoria Komova avec 60.632, devant les Américaines Alexandra Raisman (60.391) et Gabrielle Douglas (60.265).

## Résultats
| Rang               | Gymnaste            | Pays            | Saut         | Barres asymétriques | Poutre       | Sol          | Total   |
| ------------------ | ------------------- | --------------- | ------------ | ------------------- | ------------ | ------------ | ------- |
| Médaille d'or      | Gabrielle Douglas   | États-Unis      | 15.966 (1)   | 15.733 (3)          | 15.500 (1)   | 15.033 (4)   | 62.232  |
| Médaille d'argent  | Viktoria Komova     | Russie          | 15.466 (3)   | 15.966 (2)          | 15.441 (2)   | 15.100 (3)   | 61.973  |
| Médaille de bronze | Aliya Mustafina     | Russie          | 15.233 (5)   | 16.100 (1)          | 13.633 (18)  | 14.600 (6)   | 59.566* |
| 4                  | Alexandra Raisman   | États-Unis      | 15.900 (2)   | 14.333 (=9)         | 14.200 (10)  | 15.133 (2)   | 59.566* |
| 5                  | Sandra Izbașa       | Roumanie        | 15.333 (4)   | 13.900 (=17)        | 14.400 (=7)  | 15.200 (1)   | 58.833  |
| 6                  | Deng Linlin         | Chine           | 14.900 (9)   | 14.266 (12)         | 15.300 (3)   | 13.933 (=13) | 58.399  |
| 7                  | Huang Qiushuang     | Chine           | 14.916 (8)   | 15.133 (5)          | 14.133 (=12) | 13.933 (=13) | 58.115  |
| 8                  | Vanessa Ferrari     | Italie          | 14.600 (16)  | 14.033 (15)         | 14.500 (6)   | 14.866 (5)   | 57.999  |
| 9                  | Larisa Iordache     | Roumanie        | 14.933 (7)   | 14.233 (13)         | 14.966 (4)   | 13.833 (16)  | 57.965  |
| 10                 | Elisabeth Seitz     | Allemagne       | 14.766 (=13) | 15.166 (4)          | 13.800 (14)  | 13.633 (18)  | 57.365  |
| 11                 | Asuka Teramoto      | Japon           | 14.766 (=13) | 14.300 (11)         | 14.300 (9)   | 13.966 (12)  | 57.332  |
| 12                 | Celine van Gerner   | Pays-Bas        | 14.133 (20)  | 14.966 (7)          | 14.133 (=12) | 14.000 (11)  | 57.226  |
| 13                 | Rebecca Tunney      | Grande-Bretagne | 14.866 (=10) | 15.000 (6)          | 13.133 (=20) | 13.933 (=13) | 56.392  |
| 14                 | Giulia Steingruber  | Suisse          | 15.116 (6)   | 13.600 (21)         | 14.166 (11)  | 13.266 (=21) | 56.148  |
| 15                 | Emily Little        | Australie       | 14.866 (=10) | 13.933 (16)         | 13.666 (17)  | 13.300 (20)  | 55.765  |
| 16                 | Rie Tanaka          | Japon           | 14.166 (=18) | 14.500 (8)          | 13.700 (=15) | 13.266 (=21) | 55.632  |
| 17                 | Dominique Pegg      | Canada          | 14.566 (17)  | 13.800 (19)         | 13.166 (19)  | 14.033 (10)  | 55.565  |
| 18                 | Jessica López       | Venezuela       | 14.800 (12)  | 13.900 (=17)        | 13.000 (22)  | 13.800 (17)  | 55.500  |
| 19                 | Marta Pihan-Kulesza | Pologne         | 13.933 (21)  | 14.333 (=9)         | 12.933 (23)  | 14.266 (7)   | 55.465  |
| 20                 | Ashleigh Brennan    | Australie       | 13.233 (23)  | 13.533 (22)         | 14.400 (=7)  | 14.166 (8)   | 55.332  |
| 21                 | Carlotta Ferlito    | Italie          | 14.166 (=18) | 13.433 (23)         | 14.766 (5)   | 12.733 (23)  | 55.098  |
| 22                 | Ana Sofía Gómez     | Guatemala       | 14.633 (15)  | 13.733 (20)         | 13.133 (=20) | 13.400 (19)  | 54.899  |
| 23                 | Aurélie Malaussena  | France          | 13.800 (22)  | 12.800 (24)         | 12.066 (24)  | 11.500 (24)  | 50.166  |
| 24                 | Hannah Whelan       | Grande-Bretagne | 0.000** (24) | 14.166 (14)         | 13.700 (=15) | 14.133 (9)   | 41.999  |

*Aliya Mustafina et Alexandra Raisman ont terminé le concours avec le même score total de 59.566. Dans ce cas, la somme des trois appareils les plus hauts sont utilisés pour les départager. Ces sommes étaient de 45.933 pour Mustafina et 45.366 pour Raisman (dans les deux cas le score à la poutre n'a pas été utilisé car il était le plus mauvais), ainsi Mustafina remporte la médaille de bronze.
**Le score au saut de cheval de Hannah Whelan n'a pas été comptabilisé à la suite de sa chute sur sa figure.